# Plutella huemerella
Plutella huemerella is een vlinder uit de familie koolmotten (Plutellidae). De wetenschappelijke naam is voor het eerst geldig gepubliceerd in 2007 door Baraniak.
De soort komt voor in Europa.